# Carolina de Bourbon de Parme

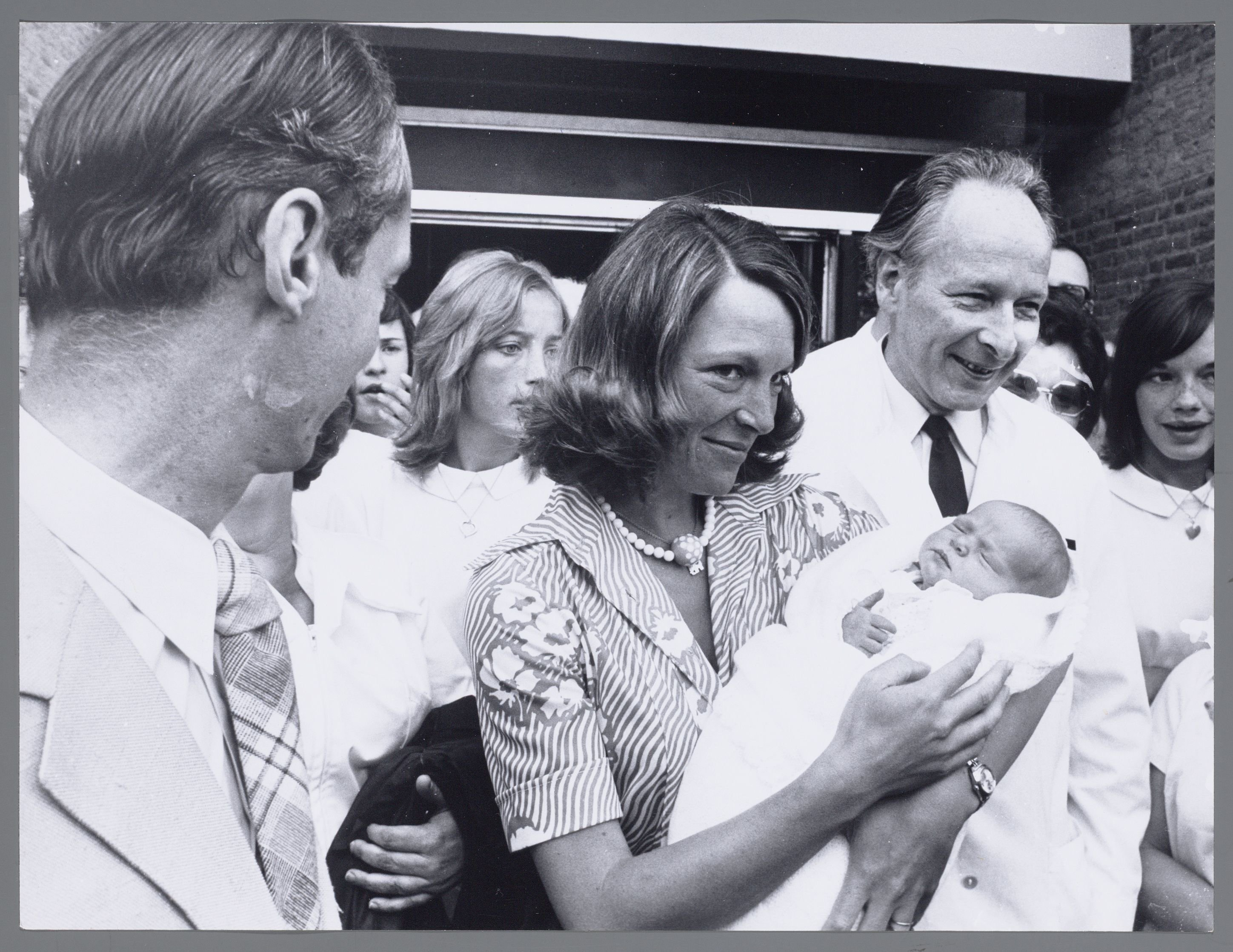
Irene met Carolina (juni 1974)

Maria Carolina Christina prinses de Bourbon de Parme (Nijmegen, 23 juni 1974) is het vierde en jongste kind uit het huwelijk van prins Carlos Hugo van Bourbon-Parma en prinses Irene der Nederlanden.
Zij wordt officieel aangeduid met Hare Koninklijke Hoogheid Prinses Carolina de Bourbon de Parme. Haar vader verleende haar in 1996 de Parmezaanse adellijke titel 'markiezin van Sala'. In 2003 kreeg zij de Spaanse, carlistische adellijke titel 'hertogin van Guernica'. Geen van beide titels wordt erkend door de respectievelijke landen.

## Biografie
Carolina werd gedoopt in het kasteel van Lignières in Frankrijk. Hierbij traden prins Claus der Nederlanden en prinses Christina der Nederlanden als peten op. Carolina was zes jaar oud toen haar ouders besloten te gaan scheiden. Ze trok met haar moeder, haar broers en zus in bij haar grootouders op paleis Soestdijk, later in de witte villa vlak bij paleis Soestdijk en weer later naar de villa Mariënhove in Wijk bij Duurstede.
Carolina werd tegelijk met haar broers en zus in 1996 ingelijfd in de Nederlandse adel, met de persoonlijke titel prinses.
Carolina studeerde in Amsterdam en Harvard politicologie. Ze heeft een carrière bij de Verenigde Naties, waar ze van 2000 tot 2012 voor de afdeling Humanitarian Affairs werkte. Ze is hiervoor werkzaam geweest in het hoofdkantoor in New York en daarna in probleemgebieden zoals Eritrea, Gaza (Palestina) en Atjeh (Indonesië) na de tsunami. Daarna werkte Carolina vanuit Genève. Sinds 2014 werkt Carolina voor de UNRWA in Zürich, Zwitserland. 
In 2001 was zij een van de bruidsmeisjes bij het huwelijk van haar neef prins Constantijn der Nederlanden en Laurentien Brinkhorst. Bij de doop van hun dochtertje Eloise van Oranje-Nassau van Amsberg trad Carolina als een van de peten op. Bij het kerkelijk huwelijk van haar neef prins Floris van Oranje-Nassau, van Vollenhoven was ze een van zijn getuigen. Bij de doop van hun dochtertje Eliane was ze een van de peten.

### Huwelijk en gezin
Carolina trouwde op 21 april 2012 met Albert Brenninkmeijer. Uit het huwelijk zijn twee kinderen geboren:
- Alaïa-Maria Irene Cecile (Zürich, 20 mei 2014)
- Xavier Albert Alphons (Zürich, 16 december 2015)

## Kwartierstaat
| Robert I van Bourbon-Parma (1848-1907) | Robert I van Bourbon-Parma (1848-1907) | Robert I van Bourbon-Parma (1848-1907) | Robert I van Bourbon-Parma (1848-1907) | Robert I van Bourbon-Parma (1848-1907) | Robert I van Bourbon-Parma (1848-1907) | Maria Antonia van Bragança (1862-1959) | Maria Antonia van Bragança (1862-1959) | Maria Antonia van Bragança (1862-1959) | Maria Antonia van Bragança (1862-1959) | Maria Antonia van Bragança (1862-1959)   | Maria Antonia van Bragança (1862-1959)   |                                          |                                          | Marie Louis Gabriel Georges de Bourbon-Busset, graaf van Lignières (1860-1932) | Marie Louis Gabriel Georges de Bourbon-Busset, graaf van Lignières (1860-1932) | Marie Louis Gabriel Georges de Bourbon-Busset, graaf van Lignières (1860-1932) | Marie Louis Gabriel Georges de Bourbon-Busset, graaf van Lignières (1860-1932) | Marie Louis Gabriel Georges de Bourbon-Busset, graaf van Lignières (1860-1932) | Marie Louis Gabriel Georges de Bourbon-Busset, graaf van Lignières (1860-1932) | Marie Jeanne de Kerret de Quillien (1866-1958)       | Marie Jeanne de Kerret de Quillien (1866-1958)       | Marie Jeanne de Kerret de Quillien (1866-1958) | Marie Jeanne de Kerret de Quillien (1866-1958) | Marie Jeanne de Kerret de Quillien (1866-1958) | Marie Jeanne de Kerret de Quillien (1866-1958) |  |  | Bernhard van Lippe (1872-1934)   | Bernhard van Lippe (1872-1934)   | Bernhard van Lippe (1872-1934)   | Bernhard van Lippe (1872-1934)   | Bernhard van Lippe (1872-1934)             | Bernhard van Lippe (1872-1934)             | Armgard von Cramm (1883-1971)              | Armgard von Cramm (1883-1971)              | Armgard von Cramm (1883-1971)              | Armgard von Cramm (1883-1971)              | Armgard von Cramm (1883-1971)       | Armgard von Cramm (1883-1971)       |                                     |                                     | Hendrik van Mecklenburg-Schwerin (1876–1934) | Hendrik van Mecklenburg-Schwerin (1876–1934) | Hendrik van Mecklenburg-Schwerin (1876–1934) | Hendrik van Mecklenburg-Schwerin (1876–1934) | Hendrik van Mecklenburg-Schwerin (1876–1934) | Hendrik van Mecklenburg-Schwerin (1876–1934) | Wilhelmina der Nederlanden (1880–1962) | Wilhelmina der Nederlanden (1880–1962) | Wilhelmina der Nederlanden (1880–1962) | Wilhelmina der Nederlanden (1880–1962) | Wilhelmina der Nederlanden (1880–1962) | Wilhelmina der Nederlanden (1880–1962) |  |  |  |  |  |  |  |  |  |  |  |  |  |  |  |  |  |  |  |  |  |  |  |  |  |  |  |  |  |  |  |  |  |  |  |  |  |  |  |  |  |  |  |  |  |  |  |  |
| Robert I van Bourbon-Parma (1848-1907) | Robert I van Bourbon-Parma (1848-1907) | Robert I van Bourbon-Parma (1848-1907) | Robert I van Bourbon-Parma (1848-1907) | Robert I van Bourbon-Parma (1848-1907) | Robert I van Bourbon-Parma (1848-1907) | Maria Antonia van Bragança (1862-1959) | Maria Antonia van Bragança (1862-1959) | Maria Antonia van Bragança (1862-1959) | Maria Antonia van Bragança (1862-1959) | Maria Antonia van Bragança (1862-1959)   | Maria Antonia van Bragança (1862-1959)   |                                          |                                          | Marie Louis Gabriel Georges de Bourbon-Busset, graaf van Lignières (1860-1932) | Marie Louis Gabriel Georges de Bourbon-Busset, graaf van Lignières (1860-1932) | Marie Louis Gabriel Georges de Bourbon-Busset, graaf van Lignières (1860-1932) | Marie Louis Gabriel Georges de Bourbon-Busset, graaf van Lignières (1860-1932) | Marie Louis Gabriel Georges de Bourbon-Busset, graaf van Lignières (1860-1932) | Marie Louis Gabriel Georges de Bourbon-Busset, graaf van Lignières (1860-1932) | Marie Jeanne de Kerret de Quillien (1866-1958)       | Marie Jeanne de Kerret de Quillien (1866-1958)       | Marie Jeanne de Kerret de Quillien (1866-1958) | Marie Jeanne de Kerret de Quillien (1866-1958) | Marie Jeanne de Kerret de Quillien (1866-1958) | Marie Jeanne de Kerret de Quillien (1866-1958) |  |  | Bernhard van Lippe (1872-1934)   | Bernhard van Lippe (1872-1934)   | Bernhard van Lippe (1872-1934)   | Bernhard van Lippe (1872-1934)   | Bernhard van Lippe (1872-1934)             | Bernhard van Lippe (1872-1934)             | Armgard von Cramm (1883-1971)              | Armgard von Cramm (1883-1971)              | Armgard von Cramm (1883-1971)              | Armgard von Cramm (1883-1971)              | Armgard von Cramm (1883-1971)       | Armgard von Cramm (1883-1971)       |                                     |                                     | Hendrik van Mecklenburg-Schwerin (1876–1934) | Hendrik van Mecklenburg-Schwerin (1876–1934) | Hendrik van Mecklenburg-Schwerin (1876–1934) | Hendrik van Mecklenburg-Schwerin (1876–1934) | Hendrik van Mecklenburg-Schwerin (1876–1934) | Hendrik van Mecklenburg-Schwerin (1876–1934) | Wilhelmina der Nederlanden (1880–1962) | Wilhelmina der Nederlanden (1880–1962) | Wilhelmina der Nederlanden (1880–1962) | Wilhelmina der Nederlanden (1880–1962) | Wilhelmina der Nederlanden (1880–1962) | Wilhelmina der Nederlanden (1880–1962) |  |  |  |  |  |  |  |  |  |  |  |  |  |  |  |  |  |  |  |  |  |  |  |  |  |  |  |  |  |  |  |  |  |  |  |  |  |  |  |  |  |  |  |  |  |  |  |  |
|                                        |                                        |                                        |                                        |                                        |                                        |                                        |                                        |                                        |                                        |                                          |                                          |                                          |                                          |                                                                                |                                                                                |                                                                                |                                                                                |                                                                                |                                                                                |                                                      |                                                      |                                                |                                                |                                                |                                                |  |  |                                  |                                  |                                  |                                  |                                            |                                            |                                            |                                            |                                            |                                            |                                     |                                     |                                     |                                     |                                              |                                              |                                              |                                              |                                              |                                              |                                        |                                        |                                        |                                        |                                        |                                        |  |  |  |  |  |  |  |  |  |  |  |  |  |  |  |  |  |  |  |  |  |  |  |  |  |  |  |  |  |  |  |  |  |  |  |  |  |  |  |  |  |  |  |  |  |  |  |  |
|                                        |                                        |                                        |                                        | Xavier van Bourbon-Parma (1889-1977)   | Xavier van Bourbon-Parma (1889-1977)   | Xavier van Bourbon-Parma (1889-1977)   | Xavier van Bourbon-Parma (1889-1977)   | Xavier van Bourbon-Parma (1889-1977)   | Xavier van Bourbon-Parma (1889-1977)   |                                          |                                          |                                          |                                          |                                                                                |                                                                                | Marie Madeleine Yvonne de Bourbon-Busset (1898-1984)                           | Marie Madeleine Yvonne de Bourbon-Busset (1898-1984)                           | Marie Madeleine Yvonne de Bourbon-Busset (1898-1984)                           | Marie Madeleine Yvonne de Bourbon-Busset (1898-1984)                           | Marie Madeleine Yvonne de Bourbon-Busset (1898-1984) | Marie Madeleine Yvonne de Bourbon-Busset (1898-1984) |                                                |                                                |                                                |                                                |  |  |                                  |                                  |                                  |                                  | Bernhard van Lippe-Biesterfeld (1911–2004) | Bernhard van Lippe-Biesterfeld (1911–2004) | Bernhard van Lippe-Biesterfeld (1911–2004) | Bernhard van Lippe-Biesterfeld (1911–2004) | Bernhard van Lippe-Biesterfeld (1911–2004) | Bernhard van Lippe-Biesterfeld (1911–2004) |                                     |                                     |                                     |                                     |                                              |                                              | Juliana der Nederlanden (1909-2004)          | Juliana der Nederlanden (1909-2004)          | Juliana der Nederlanden (1909-2004)          | Juliana der Nederlanden (1909-2004)          | Juliana der Nederlanden (1909-2004)    | Juliana der Nederlanden (1909-2004)    |                                        |                                        |                                        |                                        |  |  |  |  |  |  |  |  |  |  |  |  |  |  |  |  |  |  |  |  |  |  |  |  |  |  |  |  |  |  |  |  |  |  |  |  |  |  |  |  |  |  |  |  |  |  |  |  |
|                                        |                                        |                                        |                                        | Xavier van Bourbon-Parma (1889-1977)   | Xavier van Bourbon-Parma (1889-1977)   | Xavier van Bourbon-Parma (1889-1977)   | Xavier van Bourbon-Parma (1889-1977)   | Xavier van Bourbon-Parma (1889-1977)   | Xavier van Bourbon-Parma (1889-1977)   |                                          |                                          |                                          |                                          |                                                                                |                                                                                | Marie Madeleine Yvonne de Bourbon-Busset (1898-1984)                           | Marie Madeleine Yvonne de Bourbon-Busset (1898-1984)                           | Marie Madeleine Yvonne de Bourbon-Busset (1898-1984)                           | Marie Madeleine Yvonne de Bourbon-Busset (1898-1984)                           | Marie Madeleine Yvonne de Bourbon-Busset (1898-1984) | Marie Madeleine Yvonne de Bourbon-Busset (1898-1984) |                                                |                                                |                                                |                                                |  |  |                                  |                                  |                                  |                                  | Bernhard van Lippe-Biesterfeld (1911–2004) | Bernhard van Lippe-Biesterfeld (1911–2004) | Bernhard van Lippe-Biesterfeld (1911–2004) | Bernhard van Lippe-Biesterfeld (1911–2004) | Bernhard van Lippe-Biesterfeld (1911–2004) | Bernhard van Lippe-Biesterfeld (1911–2004) |                                     |                                     |                                     |                                     |                                              |                                              | Juliana der Nederlanden (1909-2004)          | Juliana der Nederlanden (1909-2004)          | Juliana der Nederlanden (1909-2004)          | Juliana der Nederlanden (1909-2004)          | Juliana der Nederlanden (1909-2004)    | Juliana der Nederlanden (1909-2004)    |                                        |                                        |                                        |                                        |  |  |  |  |  |  |  |  |  |  |  |  |  |  |  |  |  |  |  |  |  |  |  |  |  |  |  |  |  |  |  |  |  |  |  |  |  |  |  |  |  |  |  |  |  |  |  |  |
|                                        |                                        |                                        |                                        |                                        |                                        |                                        |                                        |                                        |                                        | Carel Hugo van Bourbon-Parma (1930-2010) | Carel Hugo van Bourbon-Parma (1930-2010) | Carel Hugo van Bourbon-Parma (1930-2010) | Carel Hugo van Bourbon-Parma (1930-2010) | Carel Hugo van Bourbon-Parma (1930-2010)                                       | Carel Hugo van Bourbon-Parma (1930-2010)                                       |                                                                                |                                                                                |                                                                                |                                                                                |                                                      |                                                      |                                                |                                                |                                                |                                                |  |  |                                  |                                  |                                  |                                  |                                            |                                            |                                            |                                            |                                            |                                            | Irene der Nederlanden (1939)        | Irene der Nederlanden (1939)        | Irene der Nederlanden (1939)        | Irene der Nederlanden (1939)        | Irene der Nederlanden (1939)                 | Irene der Nederlanden (1939)                 |                                              |                                              |                                              |                                              |                                        |                                        |                                        |                                        |                                        |                                        |  |  |  |  |  |  |  |  |  |  |  |  |  |  |  |  |  |  |  |  |  |  |  |  |  |  |  |  |  |  |  |  |  |  |  |  |  |  |  |  |  |  |  |  |  |  |  |  |
|                                        |                                        |                                        |                                        |                                        |                                        |                                        |                                        |                                        |                                        | Carel Hugo van Bourbon-Parma (1930-2010) | Carel Hugo van Bourbon-Parma (1930-2010) | Carel Hugo van Bourbon-Parma (1930-2010) | Carel Hugo van Bourbon-Parma (1930-2010) | Carel Hugo van Bourbon-Parma (1930-2010)                                       | Carel Hugo van Bourbon-Parma (1930-2010)                                       |                                                                                |                                                                                |                                                                                |                                                                                |                                                      |                                                      |                                                |                                                |                                                |                                                |  |  |                                  |                                  |                                  |                                  |                                            |                                            |                                            |                                            |                                            |                                            | Irene der Nederlanden (1939)        | Irene der Nederlanden (1939)        | Irene der Nederlanden (1939)        | Irene der Nederlanden (1939)        | Irene der Nederlanden (1939)                 | Irene der Nederlanden (1939)                 |                                              |                                              |                                              |                                              |                                        |                                        |                                        |                                        |                                        |                                        |  |  |  |  |  |  |  |  |  |  |  |  |  |  |  |  |  |  |  |  |  |  |  |  |  |  |  |  |  |  |  |  |  |  |  |  |  |  |  |  |  |  |  |  |  |  |  |  |
|                                        |                                        |                                        |                                        |                                        |                                        |                                        |                                        |                                        |                                        |                                          |                                          |                                          |                                          |                                                                                |                                                                                |                                                                                |                                                                                |                                                                                |                                                                                |                                                      |                                                      |                                                |                                                |                                                |                                                |  |  |                                  |                                  |                                  |                                  |                                            |                                            |                                            |                                            |                                            |                                            |                                     |                                     |                                     |                                     |                                              |                                              |                                              |                                              |                                              |                                              |                                        |                                        |                                        |                                        |                                        |                                        |  |  |  |  |  |  |  |  |  |  |  |  |  |  |  |  |  |  |  |  |  |  |  |  |  |  |  |  |  |  |  |  |  |  |  |  |  |  |  |  |  |  |  |  |  |  |  |  |
|                                        |                                        |                                        |                                        |                                        |                                        |                                        |                                        |                                        |                                        |                                          |                                          |                                          |                                          |                                                                                |                                                                                |                                                                                |                                                                                |                                                                                |                                                                                |                                                      |                                                      |                                                |                                                |                                                |                                                |  |  |                                  |                                  |                                  |                                  |                                            |                                            |                                            |                                            |                                            |                                            |                                     |                                     |                                     |                                     |                                              |                                              |                                              |                                              |                                              |                                              |                                        |                                        |                                        |                                        |                                        |                                        |  |  |  |  |  |  |  |  |  |  |  |  |  |  |  |  |  |  |  |  |  |  |  |  |  |  |  |  |  |  |  |  |  |  |  |  |  |  |  |  |  |  |  |  |  |  |  |  |
|                                        |                                        |                                        |                                        |                                        |                                        |                                        |                                        |                                        |                                        |                                          |                                          | Carlos de Bourbon de Parme (1970)        | Carlos de Bourbon de Parme (1970)        | Carlos de Bourbon de Parme (1970)                                              | Carlos de Bourbon de Parme (1970)                                              | Carlos de Bourbon de Parme (1970)                                              | Carlos de Bourbon de Parme (1970)                                              |                                                                                |                                                                                | Margarita de Bourbon de Parme (1972)                 | Margarita de Bourbon de Parme (1972)                 | Margarita de Bourbon de Parme (1972)           | Margarita de Bourbon de Parme (1972)           | Margarita de Bourbon de Parme (1972)           | Margarita de Bourbon de Parme (1972)           |  |  | Jaime de Bourbon de Parme (1972) | Jaime de Bourbon de Parme (1972) | Jaime de Bourbon de Parme (1972) | Jaime de Bourbon de Parme (1972) | Jaime de Bourbon de Parme (1972)           | Jaime de Bourbon de Parme (1972)           |                                            |                                            | Carolina de Bourbon de Parme (1974)        | Carolina de Bourbon de Parme (1974)        | Carolina de Bourbon de Parme (1974) | Carolina de Bourbon de Parme (1974) | Carolina de Bourbon de Parme (1974) | Carolina de Bourbon de Parme (1974) |                                              |                                              |                                              |                                              |                                              |                                              |                                        |                                        |                                        |                                        |                                        |                                        |  |  |  |  |  |  |  |  |  |  |  |  |  |  |  |  |  |  |  |  |  |  |  |  |  |  |  |  |  |  |  |  |  |  |  |  |  |  |  |  |  |  |  |  |  |  |  |  |